# Adh-Dhàhir (abbàssida)
Abu-n-Nasr Muhàmmad adh-Dhàhir bi-amr-Al·lah —àrab: أبو النصر محمد الظاهر بأمر الله, Abū n-Naṣr Muḥammad aẓ-Ẓāhir bi-amr Allāh—, més conegut per la primera part del seu làqab com a adh-Dhàhir (1176-1226), fou un califa abbàssida de Bagdad (1225-1226).
Era el fill gran d'an-Nàssir i fou designat hereu per aquest el 1189. El 1205 fou desheretat per influència del visir xiïta Ibn Mahdi, i fou designat hereu el segon fill, anomenat Alí, que era molt més favorable a les tesis xiïtes. Per fer-ho efectiu, el califa va presentar una carta signada pel príncep hereu i dos testimonis en la qual demanava al seu pare ser rellevat de la condició de successor presumpte (wali al-ahd) per ser una càrrega massa pesant. Però Alí va morir el 1215/1216 i, com que an-Nàssir ja no tenia més fills mascles, va haver de designar altre cop a Abu-n-Nasr (el futur adh-Dhàhir), si bé el va mantenir en residència vigilada almenys fins al 1218/1219 i probablement fins al 1221/1222.
Mort el seu pare, fou proclamat califa (principi d'octubre de 1225) quan ja tenia uns 50 anys, prenent el làqab d'adh-Dhàhir. No va gaudir gaire temps del tron i va morir l'11 de juliol de 1226 després d'un regnat de 9 mesos i 14 dies. Els historiadors el descriuen com a just, generós i pietós, que donava bones almoines, alliberava presoners detinguts de manera injusta i restituïa els béns confiscats pel seu pare. Va enviar robes d'honor i decrets d'investidura als prínceps aiúbides de Síria i d'Egipte, els quals esperava fer els seus vassalls. Va suprimir impostos i va rebaixar les taxes, i va combatre l'increment abusiu dels preus dels aliments especialment durant la fam que va afectar l'alta Mesopotàmia coincidint amb el seu regnat. El successor fou el seu fill gran, amb el làqab d'al-Mustànsir.